# Persia White
Persia White (ur. 25 października 1972 w Miami w stanie Floryda) – amerykańska aktorka filmowa i telewizyjna, występowała między innymi w roli Denise Williams w amerykańsko-kanadyjskim serialu komediowym  „Liceum na morzu” (Breaker High) oraz Lynn Ann Searcy w serialu komediowym „Przyjaciółki” (Girlfriends), a także piosenkarka.

## Filmografia

### Seriale telewizyjne
- 1993-2005: Nowojorscy gliniarze (NYPD Blue) jako Margie (gościnnie)
- 1994-1999: Jak dwie krople czekolady (Sister, Sister) jako Anya (gościnnie)
- 1994-1997: Dziewczyna z komputera (Weird Science) jako Kim (gościnnie)
- 1995-1997: The Parent 'Hood  jako Alexia (gościnnie)
- 19967: Plaże Malibu (Malibu Shores) jako (gościnnie)
- 1996: Goode Behavior jako Trish (gościnnie)
- 1996-2000: Malcolm & Eddie jako Sharon (gościnnie)
- 1996-2002: The Steve Harvey Showt jako Monique (gościnnie)
- 1996-1997: Strefa Zagrożenia (The Burning Zone) jako(gościnnie)
- 1997-1998: Brooklyn South jako Cinnamon (gościnnie)
- 1997-2003: Buffy: Postrach wampirów (Buffy the Vampire Slayer) jako Aura (gościnnie)
- 1997-1998: Liceum na morzu (Breaker High) jako Denise Williams
- 1999-2004: Anioł ciemności (Angel) jako Agnes 'Aggie' Belfleur (gościnnie)
- 2000-2008: Przyjaciółki (Girlfriends) jako Lynn Ann Searcy
- 2009: Pamiętniki wampirów (The Vampire Diaries) jako Abby Bennett (gościnnie)

### Filmy
- 1994: Drużyna asów  (Blue Chips)
- 1996:	Frankie D.
- 1996:	Grom z jasnego nieba (Suddenly) jako Trina
- 1999:	Blood Dolls	jako Black Baby
- 2000:	Operation Sandman
- 2000:	Stalled jako Leanne
- 2000:	Dowód nienawiści (Red Letters) jako Vanessa Cody
- 2005:	Earthlings
- 2007:	The Fall of Night jako Dawn
- 2007:	Everyday Joe jako Gina
- 2009:	Spoken Word	jako Shea
- 2011:	Kiss the Bride jako Trina
- 2011:	Mafia	Mel
- 2012:	Dysfunctional Friends jako Trenyce
- 2012:	The Marriage Chronicles jako Marcia Anson
- 2012:	Guardian of Eden jako Clarke
- 2012:	Black November jako Tracey
- 2012:	No Mo Games	jako Morgan
- 2014:	Unity jako narrator

## Dyskografia
- „Mecca” (2009)[1]. 
  - 1. „Wanting” – 3:58
  - 2. „Perfect” – 3:15
  - 3. „Receive” (featuring Saul Williams) – 4:15
  - 4. „Pressed Against Gods Thoughts” – 2:02
  - 5. „Haunt” – 3:02
  - 6. „2 Sea” – 1:23
  - 7. „Danger” (featuring Saul Williams) – 3:25
  - 8. „Salvation” – 4:57
  - 9. „Tease” (featuring Tricky) – 3:22
  - 10. „Choices” (Girlfriends season finale song) – 2:47
  - 11. „Past Mistakes” (featuring Tricky) – 4:10